# Flavi Longí
Flavi Longí (Flavius Longinus) fou prefecte pretorià d'Itàlia sota l'emperador romà d'Orient Justí II.
D'acord amb The Prosopography of the Later Roman Empire, fou prefecte del pretori d'Itàlia des del 568 fins probablement 574/575, quan és esmentat per darrera vegada. En el passat, sobre la base de les teories errònies de Flavio Biondo, es creia que Longinus va ser el primer exarca d'Itàlia i que el seu mandat va acabar el 584; aquestes teories van ser rebutjades després per la historiografia moderna (per exemple, Diehl), basat en fonts primàries (Pau el Diaca i una epigrafia) que defineixen com a «prefecte», això és prefecte pretorià d'Itàlia.

## Biografia

Itàlia el 555, acabada la Guerra Gòtica

El 568 va ser nomenat prefecte a Itàlia, en substitució de Narses. Segons un relat posterior sense gaire relació amb la realitat, el nou prefecte hauria viatjat a Venècia per negociar el primer tractat entre l'Imperi Romà d'Orient i Venècia, que no hauria imposat a aquesta última cap altra condició que fer costat a l'emperador i reconèixer-lo com a senyor a canvi de la protecció de les naus comercials venecianes arreu de l'imperi.
Diu la llegenda que Narses, furiós per haver perdut el càrrec de governador d'Itàlia, es va venjar de l'emperador Justí II convidant Alboí, rei dels llombards, a envair Itàlia (568). Alboí efectivament va envair Itàlia sense trobar gairebé oposició dels romans d'Orient i el seu prefecte Longí, i aviat tot el nord d'Itàlia va caure sota el jou llombard. Longí va construir les fortificacions de Cesarea, prop de Ravenna que van conformar una formidable línia de defensa. Alboí més tard va ser assassinat en una conspiració entre la reina Rosamunda i el seu amant Helmichis, que van intentar prendre el poder, però va fracassar perquè els longobards, entristit per l'assassinat de Alboí, no els van donar suport, van proclamar rei a Clef, i volien matar als conspiradors. Rosamunda, la vídua d'Alboí, va buscar l'ajuda de Longí al que va demanar asil polític a Ravenna i l'enviament d'una nau per fugir. Longí va enviar la seva nau, que va portar Rosamunda, Helmichis, Alpsuinda (filla d'Alboí) i tots els tresors dels longobards a Ravenna. Aquí Longí va fomentar una baralla entre Rosamunda i el seu amant Helmichis, i la va instigar a matar a aquest darrer amb la promesa de casar-se amb ella. Rosamunda, afalagada per l'ambició d'esdevenir dama de Ravenna, va enverinar Helmichis, però es va descobrir que aquest havia estat enverinat, i Rosamunda fou forçada a beure el mateix verí i d'aquesta manera, tots dos van morir. Després d'aquests esdeveniments Longí va enviar a Constantinoble Alpsuinda i al tresor dels longobards. Alguns afirmen que va ser enviat a Constantinoble també Pereteu, suposat assassí d'Alboí (si és un personatge històric no va cometre personalment el magnicidi sinó que va facilitar el pas als sicaris), al que es van treure els ulls; Pereteu llavors es va venjar matant dos funcionaris romans d'Orient.
Es desconeix la data de la mort de Longí. Encara està testificat com prefecte el 574/575 per una inscripció.